# Waga (matematyka)
Waga – czynnik liczbowy, który jest dołączany do wszystkich obserwacji występujących w funkcji opisującej określony obiekt, w celu zaznaczenia różnego stopnia ważkości (istotności) każdej z tych obserwacji. Pojęcie jest podstawą definicji wartości średniej ważonej z n wartości xi z użyciem wag wi:
{\displaystyle {\bar {x}}={\frac {w_{1}x_{1}+w_{2}x_{2}+\ldots +w_{n}x_{n}}{w_{1}+w_{2}+\ldots +w_{n}}}.}

## Waga statystyczna
Wyniki wielokrotnych obserwacji są często wyrażane z uwzględnieniem rzeczywistej lub prawdopodobnej częstości występowania określonych wartości chwilowych lub określonych zdarzeń (zastosowanie metod statystycznych).
Statystyczne definiowanie pojęcia wagi jest powszechne np. w odniesieniu do badań opinii ludności, np. w sprawie stanu środowiska lub jakości towarów i usług. Jakość towaru, ocenianą np. z użyciem skal punktowych, określa się na podstawie informacji o liczbie wskazań odpowiedniego stopnia skali, traktowanej jako waga tego wskazania w czasie obliczeń średniej ważonej (zobacz: przykład ocen uciążliwości zapachu).
W dziedzinie termodynamiki statystycznej stan układu („stan makro”) jest analizowany z uwzględnieniem informacji o stanie poszczególnych cząstek, z których jest zbudowany (zobacz np. rozkład Maxwella). Jednemu „stanowi makro” odpowiada wiele różnych „stanów mikro”. „Waga stanu makro” (prawdopodobieństwo wystąpienia określonego fizycznego stanu układu) jest tym większa, im większa jest liczba stanów mikro, które mu odpowiadają. Największa waga odpowiada maksymalnej liczbie stanów mikro (chaos, maksymalna wartość entropii).

## Wagi synaptyczne

Schemat dwuwarstwowej sztucznej sieci neuronowej
W_{11} W_{12},...– wagi wejść z neuronów warstwy 1 do neuronów warstwy 2

Obserwacje reakcji neuronów biologicznych na liczne sygnały z zewnątrz, docierające poprzez wiele połączeń synaptycznych, doprowadziły do wniosku, że neuron jest zdolny do określania znaczenia (ważkości) każdego z nich dla organizmu. Stwierdzono, że wagi poszczególnych wejść oraz wysokości progów pobudliwości są zmienne. Obserwacje te wykorzystano w czasie tworzenia modeli sztucznych neuronów i sztucznych sieci neuronowych.
Sztuczny neuron jest elementem sieci, w którym pewna liczba danych wejściowych (zmiennych niezależnych) jest przekształcana w jedną wyjściową wartość zmiennej zależnej (wartość funkcji aktywacji, obliczaną dla zsumowanych wejść). Wagi sygnałów wejściowych są liczbami, przez które mnoży się wartości wejściowe. „Uczenie sieci neuronowych” polega m.in. na dobieraniu takich wartości wag wszystkich wejść do wszystkich neuronów sieci, aby ostateczny wynik obliczeń był poprawny.

## Waga w analizie sensorycznej
Specyficzne dla analizy sensorycznej zastosowanie „wag” polega na określaniu istotności różnych cech wyrobów, których jakość jest oceniana. Jakość np. artykułu spożywczego zespół ekspertów ocenia określając jakości cząstkowe (składowe), dotyczące np. smaku, zapachu, wyglądu. Punktowa ocena jakości ogólnej artykułu jest obliczana z uwzględnieniem „współczynników ważkości” poszczególnych cech.